# Momisis longzhouensis
Momisis longzhouensis är en skalbaggsart som beskrevs av Hua 1982. Momisis longzhouensis ingår i släktet Momisis och familjen långhorningar. Inga underarter finns listade i Catalogue of Life.